# Présidence lituanienne du Conseil de l'Union européenne en 2013
Présidence irlandaise du Conseil de l'Union européenne en 2013 Présidence grecque du Conseil de l'Union européenne en 2014
La présidence lituanienne du Conseil de l'Union européenne en 2013 désigne la première présidence du Conseil de l'Union européenne effectuée par la Lituanie depuis son entrée dans l'Union européenne en 2004. 
Elle fait suite à la présidence irlandaise de 2013 et précède celle de la présidence grecque du Conseil de l'Union européenne à partir du 1er janvier 2014.

## Identité visuelle
Le logo de la présidence lituanienne est issu d'un concours lancé en 2011 et remporté par Simona Mykolaitytė. L’idée gagnante est la suivante : « plusieurs cercles symbolisant le fait que l’UE protège et travaille main dans la main avec la Lituanie. » Kotryna Zilinskienė réalise ensuite le design officiel.  

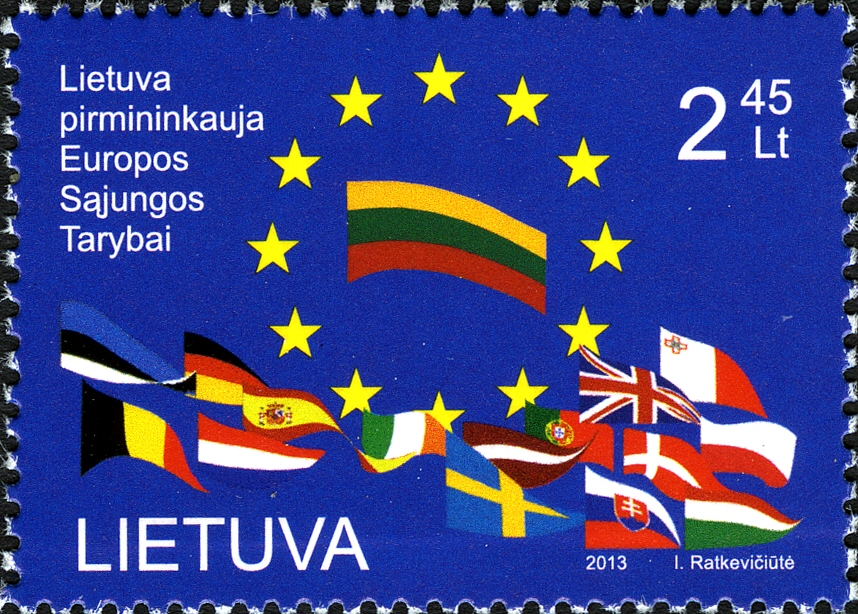
Timbre célébrant la présidence lituanienne.